# Véronique Tadjo
Véronique Tadjo, née le 21 juillet 1955 à Paris, est une écrivaine franco ivoirienne, auteure de poèmes, de romans et d'ouvrages pour la jeunesse, qu'elle illustre elle-même. Outre ces interventions d'illustratrice, elle se consacre également à la peinture.

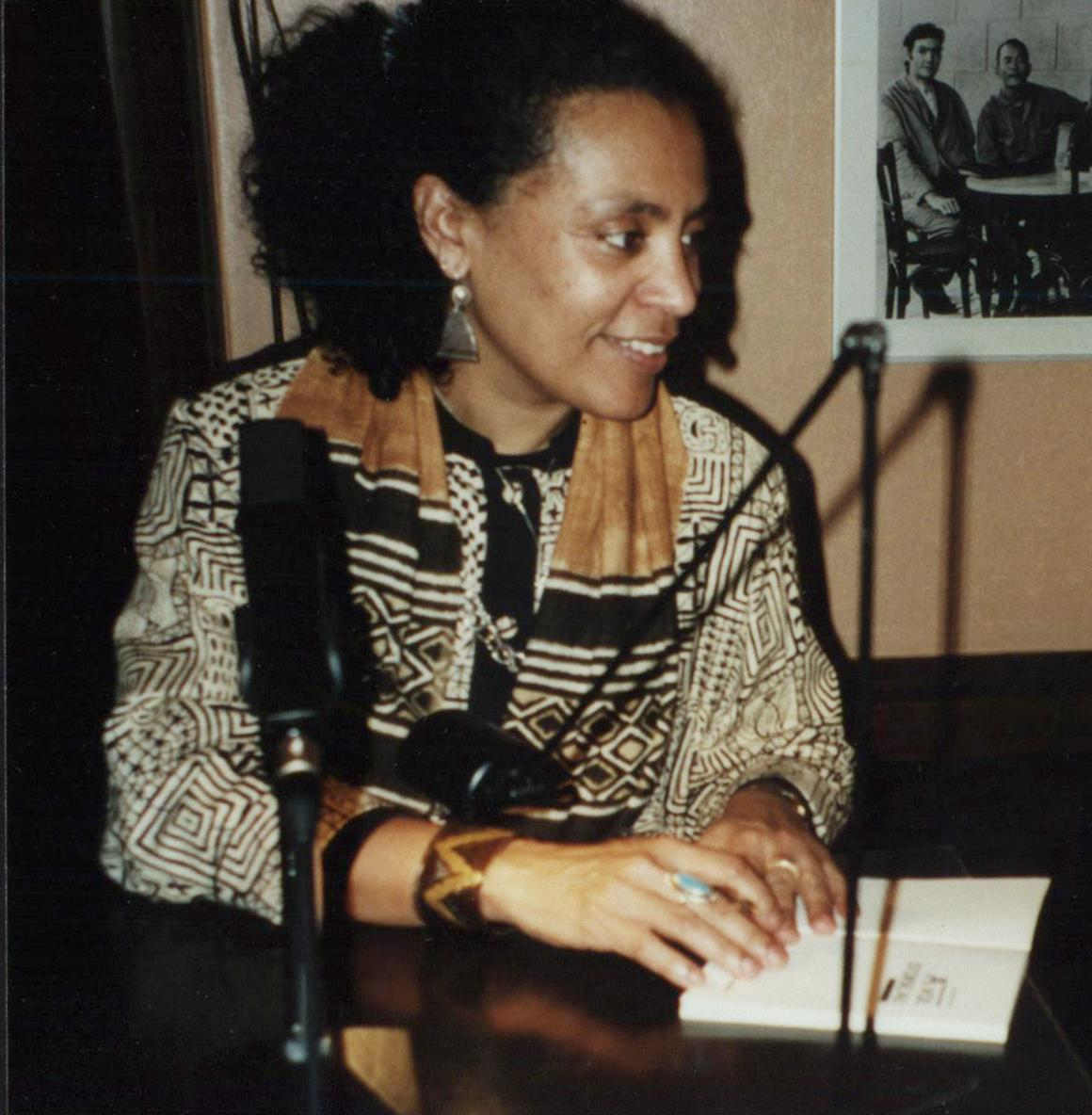
Véronique Tadjo lors d'une lecture à Francfort-sur-le-Main, 2001.

Après avoir séjourné longtemps au Kenya et en Angleterre, elle s'est installée en Afrique du Sud où elle a dirigé notamment le Département du français de l'université du Witwatersrand à Johannesbourg. Elle vit depuis en Europe ou en Afrique de l'Ouest. Elle est lauréate du Grand prix littéraire d'Afrique noire en 2005.

## Biographie
Née à Paris en 1955 d'un père ivoirien et d'une mère française (peintre et sculptrice), Véronique Tadjo a grandi en Côte d'Ivoire où ses parents se sont installés. Adolescente, elle est la première Ivoirienne ceinture noire de taekwondo, entraînée par le grand maître coréen Kim Young Tae. après une licence d’anglais à Abidjan, elle prolonge ses études supérieures à Toulouse, puis se spécialise dans le domaine anglo-américain à l'université Sorbonne Paris IV. Sa thèse de doctorat en Civilisation africaine américaine porte sur le processus d'acculturation des Noirs à travers l'esclavage. Durant ses années d'études supérieures, elle réalise pendant un mois au début des années 1980 la traversée du Sahara, en partant de France et en passant par le Maroc, l’Algérie, le Niger jusqu'à la Côte d'Ivoire. Ce périple lui inspire un premier recueil de poèmes, intitulé Latérite et publié dès 1983, en hommage à la culture sénoufo. Cette publication lui laisse alors entrevoir, explique-t-elle, la possibilité de se consacrer à l'écriture.
Après avoir enseigné l'anglais au Lycée moderne de Korhogo dans le Nord de la Côte d'Ivoire, elle occupe le poste d'assistante au département d´anglais de l'Université nationale de Côte d'Ivoire. Elle enseigne aussi au Nigéria, en Amérique latine, au Kenya, puis en Grande-Bretagne. À partir de 2001, elle vit en Afrique du Sud, et dirige notamment à Johannesbourg le département du français de l‘université du Witwatersrand à Johannesbourg de 2002 à 2014. Elle est depuis basée à Toulouse, Bamako, Londres, Abidjan, etc.

## Œuvre
Elle a écrit plusieurs romans et recueils de poésie. Ses livres donnent sa vision de l'histoire familiale (Loin de mon père), et de l'histoire africaine (Reine Pokou). Elle a consacré également des ouvrages à des tragédies africaines contemporaines, telles que le génocide des Tutsi au Rwanda (L'Ombre d'Imana), l'épidémie d'Ebola, mais aussi la nécessaire protection de l'environnement et sa préoccupation sur la déforestation,,.
A la fin des années 1990, Véronique Tadjo se lance également dans la littérature pour la jeunesse par nostalgie, pour apporter sa contribution à l'émergence d'une production africaine, et valoriser la culture africaine auprès de la jeunesse de ce continent. Outre ses publications, elle anime  plusieurs ateliers d'écriture et d'illustration, notamment au Mali, au Bénin, au Tchad, en Haïti, à l´île Maurice et au Rwanda. Elle se consacre aussi à la peinture.
Grand Prix d'Afrique Noire en 2005, ses œuvres sont traduites en plusieurs langues. Véronique Tadjo préside aussi un jury international pour "designer", chaque année depuis 2019, le lauréat du Prix Orange du Livre en Afrique.
En 2023, elle est sélectionnée pour le prestigieux prix suédois, le Prix commémoratif Astrid-Lindgren.

## Principales publications

### Littérature pour adultes
- 1983 : Latérite (poésie), Hatier.
- 1988 : À vol d’oiseau, L'Harmattan, Paris.
- 1991 : Le Royaume aveugle, L'Harmattan, Paris.
- 2000 : À mi-chemin (poésie), L'Harmattan, Paris.
- 2001 : L’Ombre d’Imana : voyages jusqu'au bout du Rwanda, Actes Sud.
- 2005 : Reine Pokou, concerto pour un sacrifice, Actes Sud.
- 2006 : Champ de bataille et d'amour
- 2010 : Loin de mon père, Actes Sud.
- 2017 : En compagnie des hommes, Don Quichotte.
- 2024 : Je remercie la nuit, Mémoire d'encrier

### Littérature pour la jeunesse
- 1989 : La Chanson de la Vie (recueil de contes et de nouvelles), Monde Noir Poche Jeunesse, Hatier, Paris 1989 – épuisé, puis réédité par les Nouvelles Éditions ivoiriennes (NEI) en 2007.
- 1993 : Mamy Wata et le Monstre (livre illustré), NEI, Abidjan. Prix UNICEF 1993 à la Biennale des Arts et Lettres de Dakar. « Mention d´honneur » en 1994 pour « Noma Award for publishing in Africa ».
- 1993 : Le Seigneur de la Danse, NEI, Abidjan.
- 1995 : Le Grain de Maïs Magique (livre illustré), NEI, Abidjan.
- 1996 : Grand-mère Nanan (livre illustré), NEI, Abidjan.
- 1998 : Le Bel Oiseau et la pluie, NEI, Abidjan.
- 2002 : Masque, raconte-moi, (livre illustré) EDICEF-NEI, Paris-Abidjan, 2002.
- 2004 : Si j´étais roi, si j´étais reine  (livre illustré), NEI, Abidjan, 2004.
- 2007 : Ayanda, la petite fille qui ne voulait pas grandir, Actes Sud Junior, Paris.
- 2010 : Nelson Mandela, non à l´apartheid !  (fiction historique), Actes Sud Junior, Paris.
- 2013 : Les Enfants qui plantaient des arbres (album), Oskar, Paris.
- 2014 : Léopold Sédar Senghor, le poète des paroles qui durent (fiction historique), A dos d’âne, Paris, 2014.
- 2017 : Graça Machel, championne des enfants, A dos d’âne, Paris, 2017.
- 2019 : Le Voyage de Yao, Seuil Jeunesse, 2019.

## Prix et distinctions
- 2005 : Grand Prix d'Afrique Noire[9].
- 2016 : Grand prix national Bernard Dadié de la littérature pour Nelson Mandela : non à l’apartheid.
- 2023 :  Sélection pour le Prix commémoratif Astrid-Lindgren[10].